# Valerio Belli

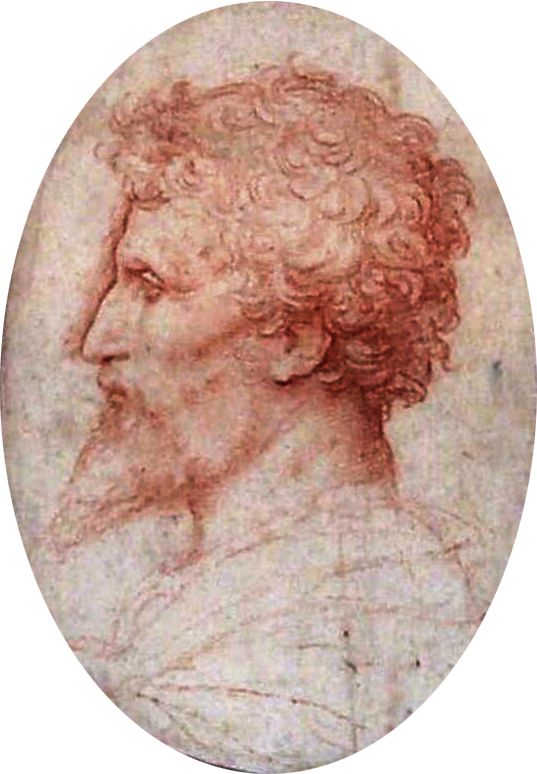
Valerio Belli (Parmigianino, zirka 1520–1525)

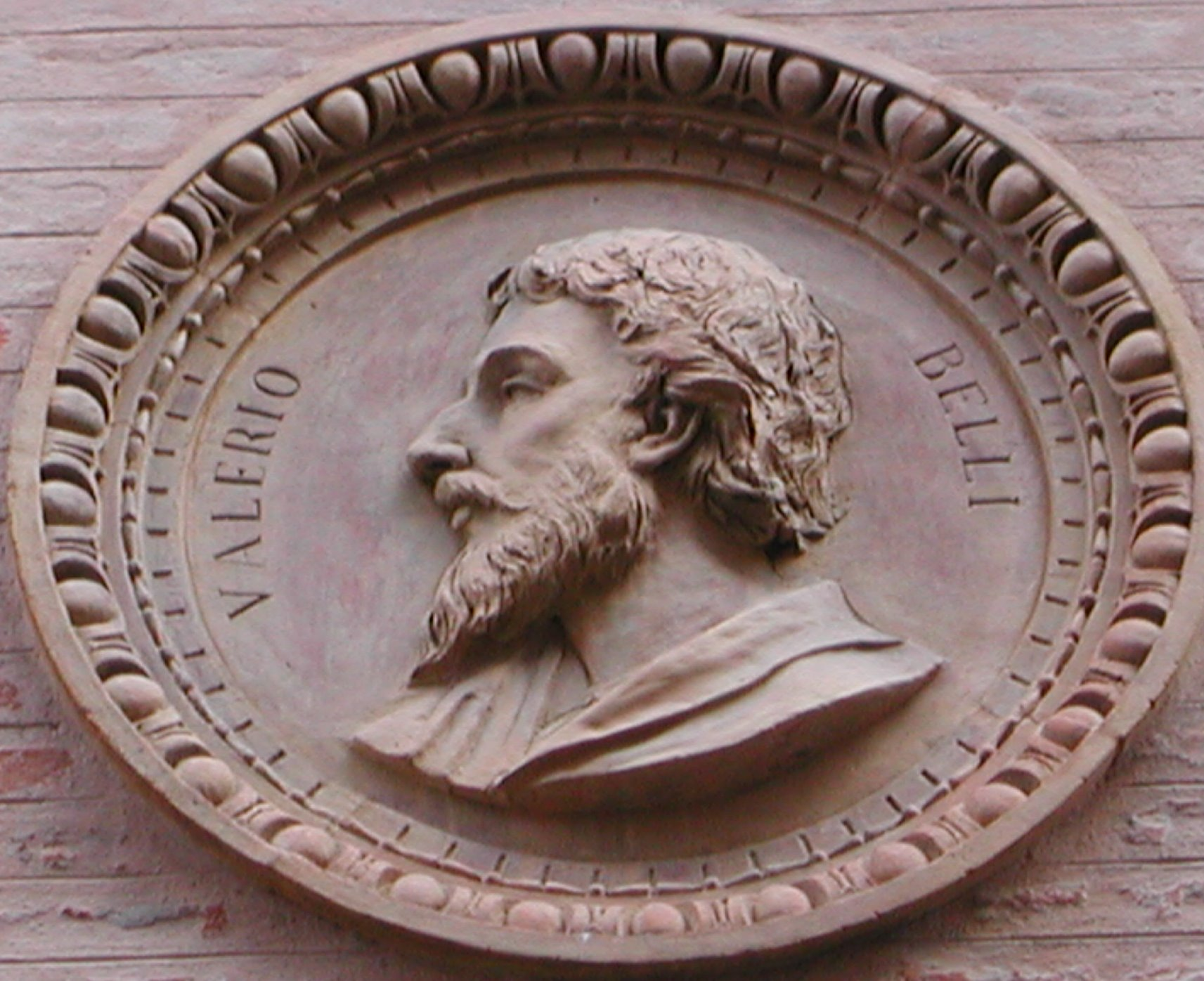
Bildnis von Valerio Belli am Palazzo Thiene in Vicenza

Valerio Belli (* um 1468 in Vicenza; † 1546 ebenda), auch Valerio Vicentino genannt, war ein italienischer Gemmenschneider und Medailleur.
Er war der erste verdiente Vertreter der italienischen Gemmoglyptik. Er schuf zahlreiche Bergkristallsteinschnitte, berühmt ist beispielsweise seine Cassetta Medici im Museo degli Argenti (Florenz, Palazzo Pitti). Giorgio Vasari widmet ihm eine ausführliche Lebensbeschreibung in den Vite.